# Türkischer Wasserfrosch
Der Türkische Wasserfrosch, Levante-Wasserfrosch oder Bedriagas Wasserfrosch (Pelophylax bedriagae oder Pelophylax cf. bedriagae, Synonym: Rana bedriagae, Rana levantina) gehört innerhalb der Ordnung der Froschlurche zur Familie der Echten Frösche (Ranidae), wo er den Wasserfröschen (Pelophylax) zugeordnet wird. Die Art ist über Teile von Kleinasien, den Nahen Osten bis in das Delta des Nils und den Nil aufwärts in Ägypten verbreitet. Seit dem Nachweis von Pelophylax bedriagae als eigene Art und der Abgrenzung von Pelophylax ridibundus erfährt sie großes Forschungsinteresse.

## Merkmale
Der Türkische Wasserfrosch hat eine Körperlänge von etwa 80 bis 100 Millimetern, wobei die Männchen Größen bis maximal etwa 80 Millimetern und die Weibchen von maximal 100 Millimetern erreichen. Es handelt sich damit um vergleichsweise große Wasserfrösche mit einem ausgeprägten Sexualdimorphismus.
Die Rückenfärbung ist sehr variabel und reicht von grün über graubraun bis braun. Die Rückenseite weist in der Regel große und unregelmäßige dunkelbraune, -grüne oder schwarze Flecken auf. Dunkle Markierungen, meist in Form von Querbändern, erstrecken sich auf den Hinterbeinen bis zu den Füßen. Fast immer ist ein schmaler, hellgelber bis -grüner Mittelrückenstreifen ausgebildet. Er beginnt an der Schnauzenspitze, seine Breite nimmt meist bis zum Ende des Kopfes oder Anfang des Rückens leicht zu, danach verschmälert er sich allmählich wieder und endet am Hinterende des Körpers oder kurz davor. Die Bauchseite ist weißlich bis grau und dunkel gefleckt oder marmoriert. Die Männchen besitzen dunkelgraue Schallblasen, die Kehle ist dunkler als der übrige Körper. Der Frosch hat eine spitze Schnauze und zwei ausgeprägte, dorsolateral verlaufende Rippen an den Seiten des Rückens. Die hinteren Gliedmaßen sind lang und mit ausgedehnten Schwimmhäuten zwischen den Zehen ausgestattet. Bei den geschlechtsreifen Männchen ist im Anschluss an die Mundspalte auf beiden Seiten eine Hautfalte ausgebildet, aus denen beim Rufen die Schallblasen hervortreten. Während der Paarungszeit haben die Männchen an den äußeren und ventralen Teilen des ersten Fingers gut entwickelte Schwielen.

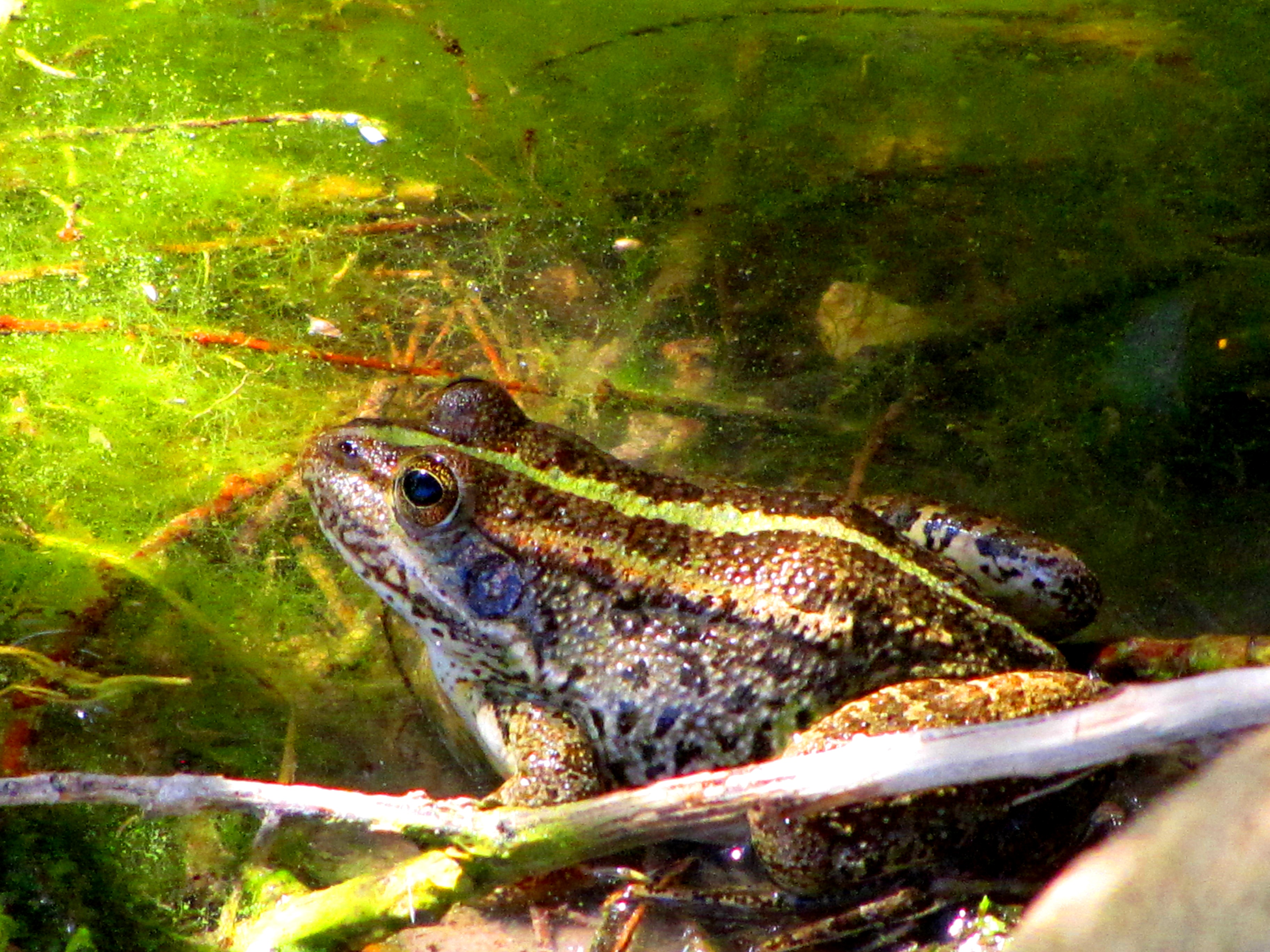
Braune Farbmorphe mit grünem Mittelstrafen
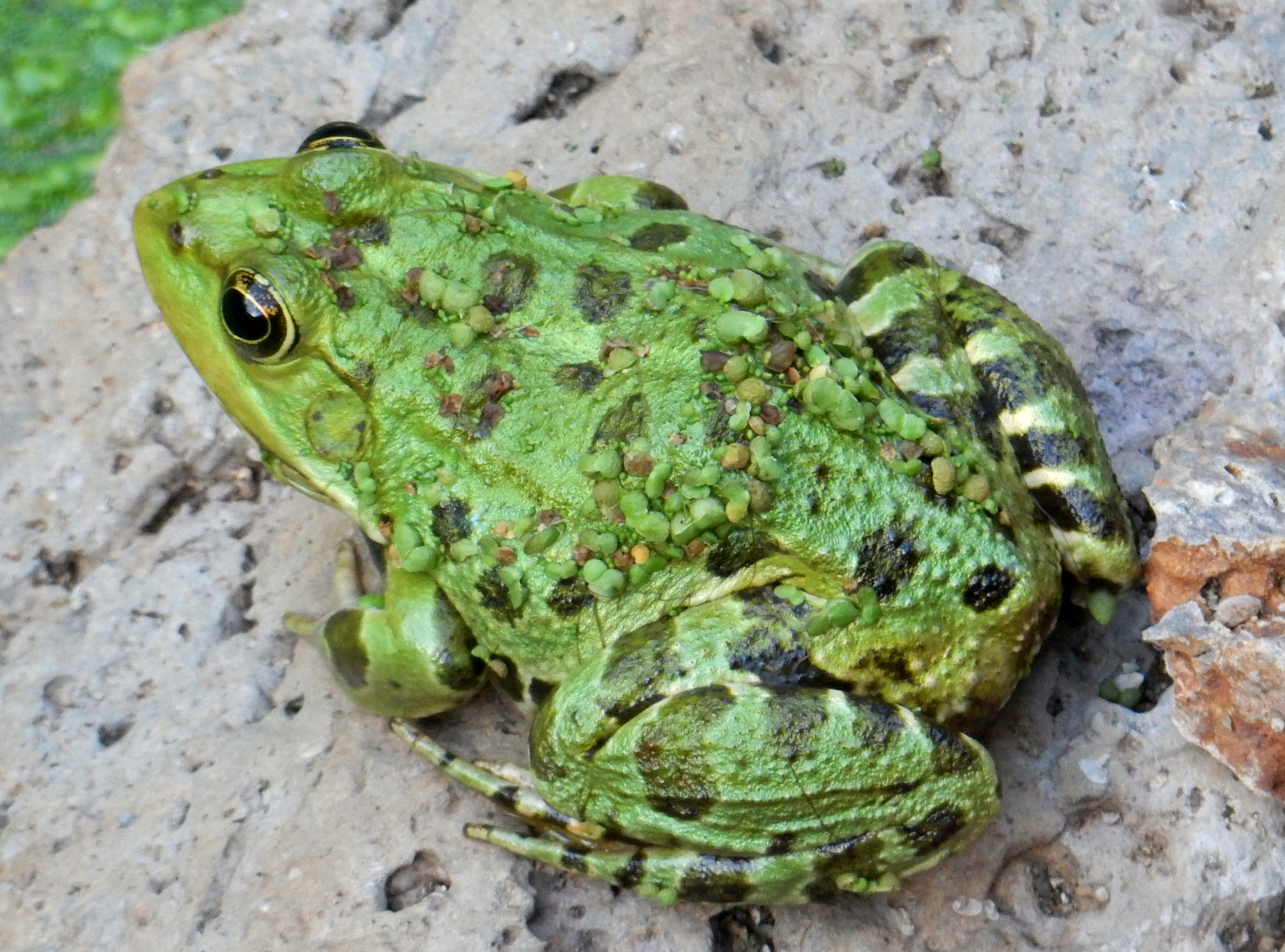
Grüne Farbmorphe
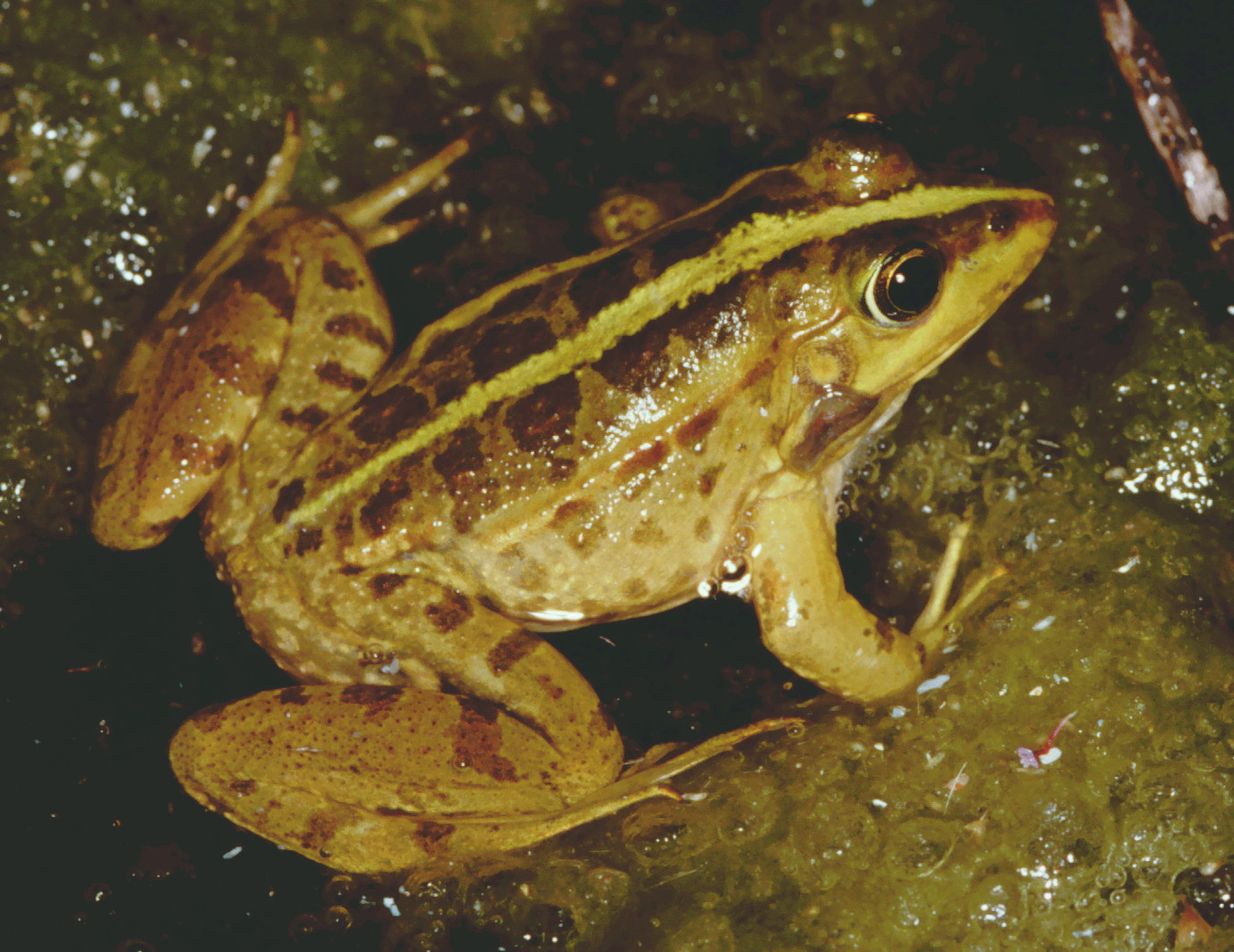
Männlicher Levante-Wasserfrosch von Birket Ata, Israel
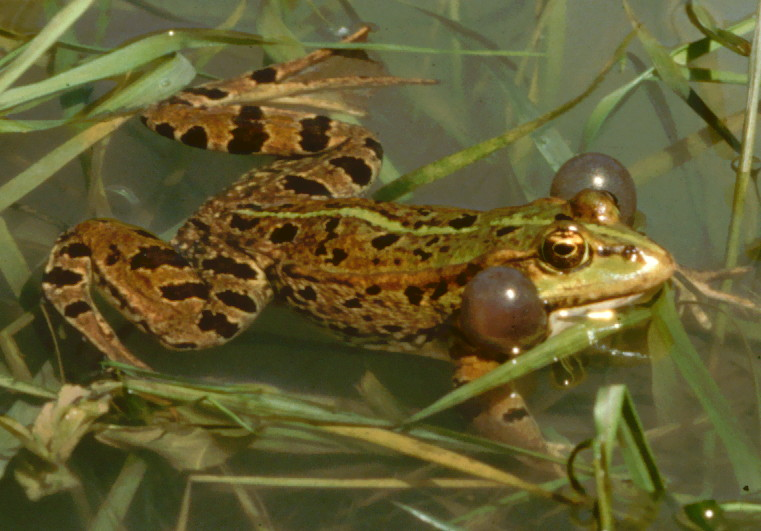
Männlicher Levante-Wasserfrosch von Judaydat Al-Wadi, Damaskus, Syrien

## Verbreitung und Lebensraum

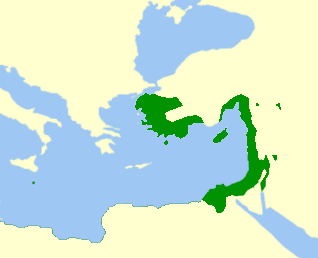
Verbreitungsgebiet des Türkischen Wasserfrosches

1960 geben Mertens und Wermuth Damaskus, Syrien, als Terra typica für Rana esculenta var. bedriagae Camerano, 1882 an, somit ist Damaskus die Typuslokalität für Pelophylax bedriagae. Im Gebiet von Damaskus beschränkt sich das Vorkommen von Pelophylax bedriagae weitgehend auf den Barada Fluss mit seinen Nebengewässern, ferner auf die vom Barada abzweigenden Bewässerungskanäle und die von ihm gespeisten Fischteiche, außerdem wurde der Levante-Wasserfosch an zahlreichen anderen Lokalitäten Syriens nachgewiesen. Auch in anderen Ländern des östlichen Mittelmeerraums und dem angrenzenden Asien bis zum Kaukasus und dem Süden der Krim kommt diese Art vor. Im Einzelnen umfasst das Verbreitungsgebiet die westliche und südliche Türkei, Libanon und Israel. In Jordanien ist Pelophylax bedriagae im Tal des Jordan und benachbarten Lokalitäten heimisch, ferner in Wadis am Ostufer des Toten Meeres, dort auch in Wasserläufen, die von heißen Thermalquellen abführen und in das Tote Meer münden. In großer Zahl kommt der Frosch in der Araq Desert Oase vor, auch in Fließgewässern von heißen Mineralquellen. In Ägypten ist der Levante-Wasserfrosch im Nildelta häufig und syntop mit Ptychadena nilotica. Nach Sichtungen kommt er auch in der Fayum-Senke und den Nil aufwärts bis Luxor vor, nachgewiesen ist er an beiden Ufern des Suezkanals und auf Sinai. Im Iran besiedelt die Art die nordwestlichen und südwestlichen Teile des Landes. In Bulgarien wurde Pelophylax bedriagae 2010 auf der Basis der Paarungsrufe sowohl bei Primorsko als auch am Fluss Vurbitza nahe Momtschilgrad ebenfalls nachgewiesen. Auch auf Zypern wurde er nachgewiesen, neuerdings gilt er jedoch als eine neue Art, Pelophylax cypriensis Ferner ist der Levante-Wasserfrosch auch auf den griechischen Inseln Lesbos, Chios, Samos, Astypalea, Karpathos anzutreffen.
Als Neozoon wurde der Levante-Wasserfrosch für Belgien nachgewiesen, wohin er wahrscheinlich über den Tierhandel kam. Auch in Malta wurde es wahrscheinlich über die Terrarienhaltung eingeführt und konnte sich dort im Naturschutzgebiet L-Ghadira ta’ Sarraflu auf der Insel Gozo in einem der wenigen permanenten Süßwasserteiche Maltas etablieren. Die Art steht hier in potenzieller Konkurrenz zu dem heimischen Gemalten Scheibenzüngler (Discoglossus pictus) und könnte zusätzliche negative Effekte auf die aquatischen Ökosysteme haben.

## Lebensweise

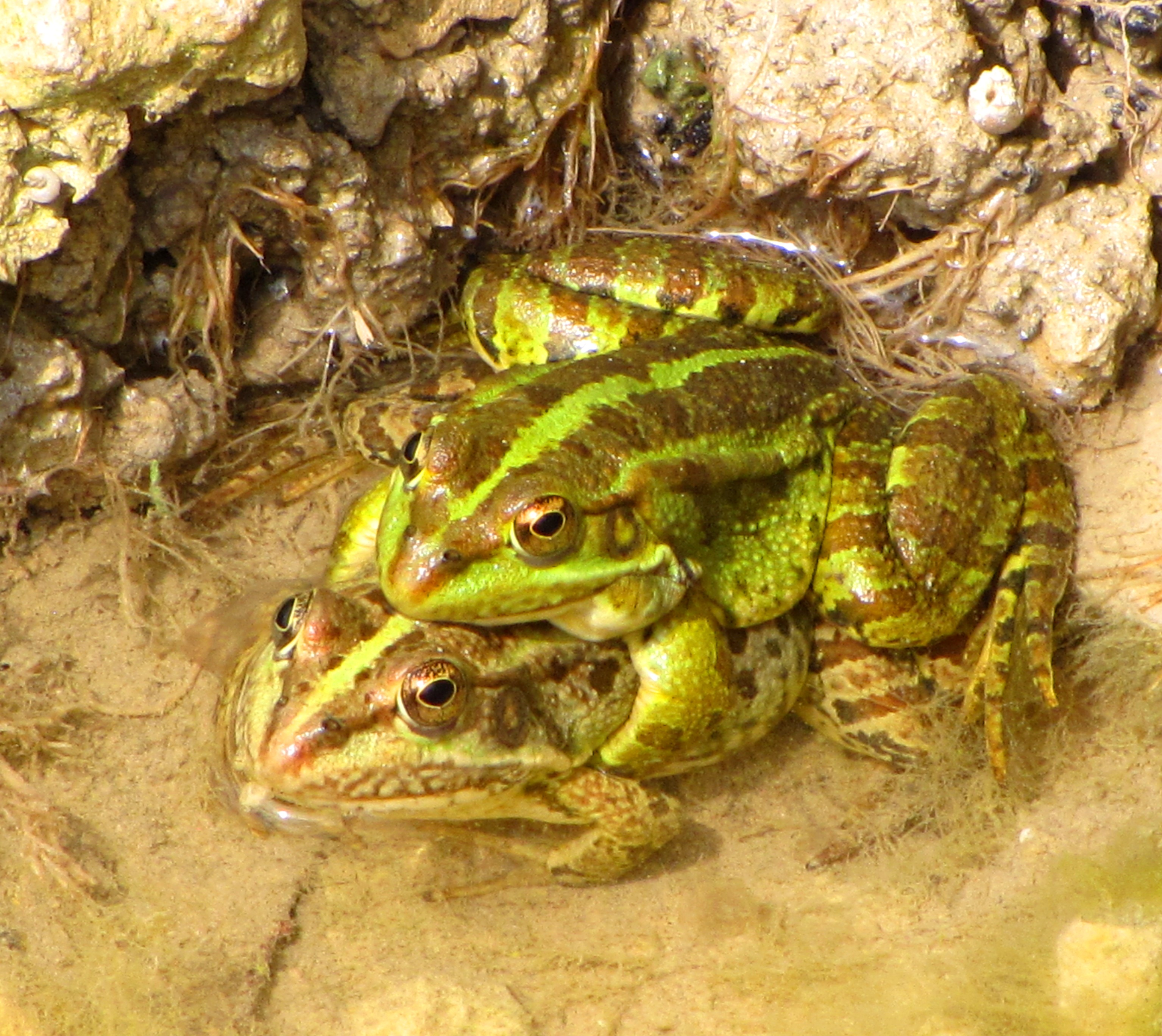
Türkische Wasserfrösche im Amplexus

In der Lebensweise entspricht der Levante-Wasserfrosch weitgehend den anderen Arten der Gattung. Es handelt sich um eine aquatische Art, die in permanenten Gewässern mit reicher Wasservegetation lebt, unter anderem in Flussarmen, Tümpeln und permanenten Teichen, Regenbecken, Seen, Bächen, Bewässerungsgräben, Fischteichen und Reisfeldern. Zudem ist er auch in den umliegenden feuchten terrestrischen Lebensräumen zu finden. Er ist anpassungsfähig und in der Lage, auch in Gewässern mit organischer Verschmutzung und in Nebenflüssen aus heißen Mineralquellen sowie in künstlich angelegten Gewässern zu leben.
Die Art ist weitgehend tagaktiv, wird jedoch auch nachts gesichtet oder gehört, die Fortpflanzung ist saisonal, und die Paarungszeit der Tiere findet vor allem im Mai bis Juni in flachen, permanenten und geschützt liegenden Gewässern statt.

## Fortpflanzung
Im Tal des Jordans beginnt die Ruf- und Paarungszeit Ende Januar und Anfang Februar, im nördlichen Hochland Jordaniens im März und April, im südlichen Hochland Ende April und Mai. Im Nildelta setzt das Rufen bereits Ende Februar ein und ist von März bis September hoch. Während dieser Zeit rufen die Männchen anhaltend und meist in Chören. Die Rufaktivität dieser Frösche wird durch das Rufen anderer Männchen stimuliert. Ihre Rufserien sind länger und die Pausen zwischen den Rufen kürzer als bei einzeln rufenden Männchen. Rufende Levante-Wasserfrösche sind territorial. Große Männchen halten größere Abstände untereinander ein als kleine. Eindringlinge in die Territorien werden mit Revierrufen oder durch gezieltes Anschwimmen vertrieben.
Das Verhalten der Levante-Wasserfrösche wurde in Judaydat Al-Wadi (Idaide Al-Wadi) und in Otaybah (Otaya) zirka 15 km nordwestlich, beziehungsweise zirka 25 km östlich von Damaskus untersucht. Die Frösche hielten sich im Tal des Barada Flusses in Kleingewässern, Bewässerungskanälen mit einer Breite von zirka 1 Meter und in Fischteichen auf. Alle Gewässer wurden vom Barada gespeist. Im Barada selbst kamen Levante-Wasserfrösche nur an wenigen Stellen vor, an denen die Fließgeschwindigkeit gering war.
Bei Beginn der Beobachtungen am 25. Mai 1997 befanden sich die Frösche noch in der Vorlaichzeit. Die Männchen riefen anhaltend am Vormittag, wenig oder gar nicht am frühen Nachmittag, danach setzte das Rufen erneut ein und hielt bis in die Abendstunden an. Der Übergang zur Hauptlaichzeit erfolgte um den 26. Mai 1997. Die Männchen begannen am Vormittag zu rufen und riefen durchgehend bis in die späte Nacht. Die Frösche befanden sich in kleinen Arealen mit reicher, niedriger Vegetation. Die Abstände zwischen ihnen waren gering, meist betrugen sie nur einige Zentimeter, trotzdem war kein ausgeprägtes Territorialverhalten zu beobachten. Revierrufe kamen daher und auch im Vergleich mit anderen Wasserfroscharten verhältnismäßig selten vor. In dieser Zeit paarten sich die Frösche. Weibchen schwammen auf die Männchen zu und wurden augenblicklich umklammert. Die Eipakete wurden an der Wasseroberfläche zwischen den Pflanzen abgesetzt. Die Hauptlaichzeit dauerte nur weniger Tage. Danach nahm die Zahl der rufenden Frösche stark ab.

### Rufe
Die Rufaufnahmen erfolgten in Judaydat Al-Wadi an einem Nebengewässer des Barada bei Wassertemperaturen von 14,3–19,5 °Celsius und in Otaybah an einem Fischteich bei 23–26 °Celsius. Die Populationen der Levante-Wasserfrösche an den beiden Standorten können als topotypische Populationen bezeichnet werden, denn die Orte sind von Damaskus, der Typuslokalität von Pelophylax bedriagae, nur 15 beziehungsweise 25 Kilometer entfernt.
Die Levante-Wasserfrösche verfügen über vier Ruftypen: Paarungsruf, Revierruf 1, 2 und 3, ferner kommen Übergangsrufe vor.

#### Paarungsruf

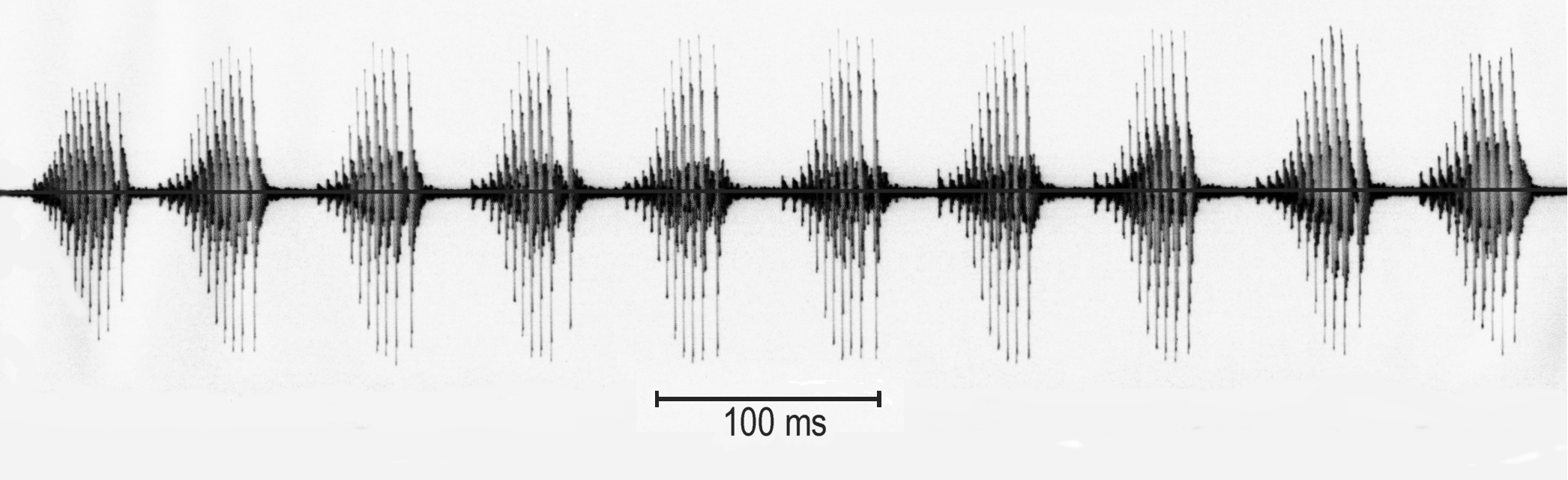
Schallbild (Oszillogramm) eines Paarungsrufs mit zehn Impulsgruppen bei 16,0 °C Wassertemperatur. Tonbandaufnahme in Judaydat Al-Wadi, Syrien.

Die Paarungsrufe bestehen aus Impulsgruppen, die durch Intervalle voneinander abgesetzt sind. Im Mittel dauern die Rufe 700 Millisekunden und sind aus durchschnittlich 10 Impulsgruppen aufgebaut. Fast immer werden die Paarungsrufe in Serien abgegeben. Von neun untersuchten Rufmerkmalen sind vier mit der Wassertemperatur korreliert. Bei ansteigender Wassertemperatur nehmen die Dauer der Impulsgruppen, die Impulsgruppenperiode (Zeitspanne vom Beginn einer Impulsgruppe bis zum Beginn der nächsten) und die Anzahl der Impulse pro Impulsgruppe ab, während die Anzahl der Impulsgruppen pro Sekunde ansteigt. Von der Wassertemperatur bleiben Rufdauer, Intervall zwischen den Rufen und den Impulsgruppen, Rufperiode und Anzahl der Impulsgruppen pro Ruf unbeeinflusst. Die Paarungsrufe haben ein breites Frequenzspektrum, das von 150 bis 5200 Hertz reicht und zwischen 2000 und 3200 Hertz den dominanten Bereich aufweist.
Die Paarungsrufe von Pelophylax bedriagae sind durch neun Rufmerkmale genau gekennzeichnet und stellen somit ein präzises artspezifisches Merkmal dar. Allein durch Hören der Paarungsrufe lassen sich die Männchen von Pelophylax bedriagae sicher erkennen und von anderen Wasserfroscharten unterscheiden.

#### Revierruf 1
Die Revierrufe vom Typ 1 sind am häufigsten zu hören. Sie sind aus Impulsen aufgebaut, die gleichmäßig aufeinander folgen. Kennzeichnend ist die Amplitudenmodulation. Im ersten Teil eines Rufs, der die Hälfte oder zwei Drittel eines Rufs ausmacht, steigt die Amplitude gleichmäßig an. Der zweite Teil ist durch zwei bis drei Impulsgruppen gekennzeichnet. Die Rufe weisen anfangs diskrete Frequenzbänder auf, danach folgt ein breites geräuschhaftes Frequenzband. Die Dauer dieser Rufe nimmt mit steigender Wassertemperatur ab.

#### Revierruf 2
Revierrufe 2 äußern die Männchen vornehmlich während der Hauptlaichzeit. Manchmal folgen zwei bis vier Rufe aufeinander. Die Rufe ändern sich ebenfalls mit der Wassertemperatur. Bei steigender Wassertemperatur nimmt die Rufdauer ab.

#### Revierruf 3
Der Revierruf 3 ist im Vergleich zu den anderen Rufen unauffällig. Er wird seltener geäußert und ist leiser als die Revierrufe 1 und 2. Die Revierrufe 3 bestehen aus einer gleichmäßigen Folge von sehr kurzen Impulsen, deren Amplitude langsam ansteigt und kurz vor dem Ende des Rufs das Maximum erreicht. Das Frequenzspektrum erstreckt sich am Anfang eines Rufs von 220 bis 875 Hertz, steigt allmählich an und reicht am Ende des Rufs von 220 bis 1600 Hertz. Die Rufe klingen wie ein dumpfes Knurren.

#### Übergangsrufe
Verhältnismäßig häufig waren Rufe zu hören, die als Revierruf 1 oder 2 begannen und in Paarungsrufe mit klar gegliederten Impulsgruppen übergingen.

### Ernährung
Die Art der Nahrung ist von Pelophylax bedriagae aus der Region Sarfaryab, Provinz Kogilouyeh und Boyer-Ahmad, Süd-Iran, bekannt. Pelophylax bedriagae ist die einzige Froschart, die dort vorkommt. Die Frösche leben in großer Zahl in den Reisfeldern. Die Untersuchungen über die Ernährungsweise erfolgten im Sommer und Herbst 2017 und im Frühjahr 2018. Von 181 Fröschen wurde der Mageninhalt durch Spülungen gewonnen. Insgesamt wurden 1148 Beutetiere gesammelt, davon 939 identifiziert, bei den übrigen 209 war das wegen fortgeschrittener Verdauung nicht mehr möglich. Das Nahrungsspektrum dieser Frösche ist sehr breit. Dreiviertel der aufgenommenen Nahrung war terrestrischen, ein Viertel aquatischen Ursprungs, den Hauptteil bildeten bei beiden Geschlechtern Hymenoptera, Gastropoda und Coleoptera. Die Art der Nahrung hing auch von der Jahreszeit ab. Im Frühjahr erbeuteten die Frösche hauptsächlich Diptera und Dermaptera, im Sommer Hymenoptera und im Herbst Gastropoda, Es scheint geschlechtsspezifisch Vorzüge zu geben, denn Crustacea, Diplopda und Isopoda wurden nur den Mägen von Weibchen, Siphonaptera und Opiliones nur in den Mägen von Männchen gefunden.

## Karyotyp
Männliche und weibliche Levante-Wasserfrösche besitzen 26 Chromosomen (2n=26). Sieben Chromosomen sind metazentrisch, sechs submetazentrisch. Die Chromosomen sind bei beiden Geschlechtern gleich, Geschlechtschromosomen wurden nicht identifiziert.

## Systematik
Der Levante-Wasserfrosch wurde bereits 1882 von dem italienischen Entomologen und Herpetologen Lorenzo Camerano wissenschaftlich unter dem Namen Rana esculenta var. bedriagae und damit als Variante des Teichfrosches (Rana „esculenta“) beschrieben, allerdings später als Synonym zu diesem betrachtet. Als Typuslokalität wurde dabei Damaskus in Syrien angegeben, benannt wurde er nach dem russischen Herpetologen Jaques Vladimir de Bedriaga (1854–1906). Durch eine Analyse der Paarungsrufe der Frösche in Israel wies 1992 eine Arbeitsgruppe um den Bonner Zoologen Hans Schneider nach, dass die hier lebenden Wasserfrösche sich bioakustisch vom Seefrosch, Rana ridibunda, unterscheiden und entsprechend als eigenständige Art zu betrachten sind. Sie beschrieben die neue Art als Rana levantina mit dem deutschen Trivialnamen Levante-Frosch, der Name wurde jedoch als Juniorsynonym des damit zur Art erhobenen Rana bedriagae eingeordnet.
Den Nachweis, dass die Wasserfrösche bei Hadera, Israel, der Typuslokalität von Rana levantina und die von Damaskus, der Typuslokalität von Rana esculenta var. bedriagae identisch sind und sich von Rana ridibunda und auch von Rana perezi unterscheiden, ergab sich durch den Vergleich akustischer und morphometrischer Daten. Die Art ist anerkannt: Pelophylax bedriagae (Camerano, 1882).
1988 beschrieb Arikan die Wasserfrösche des Beyşehir Sees in Südwestanatolien als Unterart des Seefrosches Rana ridibunda caralitana. Die Ergebnisse nachfolgender Untersuchungen führten zu unterschiedlichen Schlussfolgerungen, entweder wurde sie abgelehnt oder als Unterart von Pelophylax bedriagae angesehen, sie gilt nunmehr als eigene Art: Pelophylax caralitanus (Arikan, 1988), Anatolischer Wasserfrosch oder Beyşehir Wasserfrosch.
Es scheint möglich, dass im derzeitigen Verbreitungsgebiet von Pelophylax bedriagae noch weitere neue Arten entdeckt werden. Dadurch wird sich zwar das Areal ändern, die Art selbst aber weiterhin Bestand haben.

## Gefährdung
Der Türkische Wasserfrosch wird in der Roten Liste gefährdeter Arten der IUCN als nicht gefährdet („Least Concern“) eingestuft, weil er über ein relativ großes Verbreitungsgebiet verfügt, eine größere Anpassungsfähigkeit gegenüber Lebensraumveränderungen sowie eine verhältnismäßig große Gesamtpopulation angenommen wird. Innerhalb der Verbreitungsgebiete ist er im Bereich der geeigneten Süßwasserhabitate generell häufig anzutreffen. Regional ist er vor allem aufgrund der Trockenlegung geeigneter Habitate. Hinzu kommen Verschmutzungen der Gewässer, starke Trockenheitsperioden und der Ausbau von Küstengebieten. Zudem wird er vor allem in der Türkei und in Ägypten in großen Mengen gefangen und nach Westeuropa exportiert, wo er aufgrund seiner Größe als begehrtes Nahrungsmittel (Froschschenkel) genutzt wird. Auf den kleineren Inseln Griechenlands, auf denen diese Art vorkommt, ist er manchmal durch die Wasserentnahme aus den Lebensräumen durch die lokale Bevölkerung bedroht.

## Belege
1. ↑  Pelophylax bedriagae auf amphibiaweb.org; abgerufen am 15. Januar 2020.
2. 1 2 3  Ahmad M. Disi, Zuhair S. Amr: Morphometrics, distribution and ecology of amphibians in Jordan. In: Vertebrate Zoology. Band 60, 2010, S. 147–162.
3. 1 2  Robert Mertens, Heinz Wermuth: Die Amphibien und Reptilien Europas. Verlag Waldemar Kramer, Frankfurt am Main, 1960. 264 S.
4. 1 2 3 4  Hans Schneider: Calls and reproductive behaviour of the water frogs of Damascus, Syria (Amphibia: Anura: Rana bedriagae Camerano, 1882). In: Zoology in the Middle East. Band 15 (1), 1997; S. 51–66. doi:10.1080/09397140.1997.10637739
5. 1 2  Ulrich Sinsch, Hans Schneider: Taxonomic reassessment of Middle Eastern water frogs: Morphological variation among populations considered as Rana ridibunda, R. bedriagae or R. levantina. In: Journal of Zoological Systematics and Evolution Research. Band 37, 1999, S. 67–73.
6. 1 2 3 4 5 6  Dieter Glandt: Die Amphibien und Reptilien Europas. Alle Arten im Porträt. Quelle & Meyer 2015; S. 216–2018, ISBN 978-3-494-01581-1.
7. ↑  Gerhard Joermann, Ibrahim Baran, Hans Schneider: The mating call of Rana ridibunda (Amphibia: Anura) in western Turkey: Bioacoustic analysis and taxonomic consequences. In: Zoologischer Anzeiger, Band 220, 1988, S. 225–232.
8. ↑  Hans Schneider, Ulrich Sinsch: New bioacoustic records of Rana bedriagae Camerano, 1882 (Anura: Ranidae) from Turkey. In: Bonner zoologische Beiträge. Band 50, 2002, S. 35–48.
9. ↑  Souad Hraoui-Bloquet, Riyad A. Sadek, Roberto Sindaco, Alberto Venchi: The herpetofauna of Lebanon: new data on distribution. In: Zoology in the Middle East. Band 27, 2002, S. 35–46.
10. ↑  Eviatar Nevo, Hans Schneider: Structure and variation of Rana ridibunda mating call in Israel (Amphibia: Anura). In: Israel Journal of Zoology. Band 32, 1983, S. 45–60.
11. ↑  Hans Schneider: Calls of the Levantine Frog, Rana bedriagae, at Birket Ata, Israel (Amphibia: Anura). In: Zoology in the Middle East. Band 19, 1999, S. 101–116.
12. ↑  Mamdouh Saad Ahmed Akef, Hans Schneider: The eastern form of Rana ridibunda (Anura: Ranidae) inhabits the Nile delta, In: Zoologischer Anzeiger. Band 223, 1989, S. 129–138.
13. ↑  Abd Al-rahman Tawfik, Mamdouh Saad Ahmed Akef, S. S. Abdel-Mageid: Electrophoretic and morphometric evidence for two species of the genus Rana (Amphibia, Ranidae) and some aspects of their variability. In: Comparative Biochemistry and Physiology. Band 107B, 1994, S. 573–577.
14. ↑  Adel A. Ibrahim: First record of Pelophylax bedriagae (Amphibia, Ranidae) in the Suez Canal region. In: Egyptian Herpetological Notes. Band 4, 2011, S. 332–332.
15. ↑  Sherif S. Baha El Din: A guide to the reptiles and amphibians of Egypt. The American University in Cairo Press, El Cairo, 2006, 360 S. ISBN 978-977-424-979-2
16. ↑  Alireza Pesarakloo, Eskandar Rastegar-Pouyani, Nasrollah Rastegar-Pouyani, Hajigholi Kami, Masoumeh Najibzadeh, Azar Khosravani: The first taxonomic revaluation of the Iranian water frogs of the genus Pelophylax (Anura: Ranidae) using sequences of the mitochondrial genome. In: Mitochondrial DNA PartA. Band 28, published online 2016, S. 392–398.
17. ↑  Simeon Lukanov, Georgi Popgeorgiev, Nikolay Tzankov: First bioacoustic and morphological data for the presence of Pelophylax bedriagae in Bulgaria. In: Acta Scientifica Naturalis. Band 5, 2018, S. 54–63.
18. ↑  Wolfgang Böhme, Hansjörg Wiedl: Status and zoogeography of the herpetofauna of Cyprus, with taxonomic and natural history notes on selected species (genera Rana, Coluber, Natrix, Vipera). In: Zoology in the Middle East. Band 10, 1994, S. 31–52.
19. ↑  Jörg Plötner, Felix Baier et al.: Genetic data reveal that water frogs of Cyprus (genus Pelphylax) are an endemic species of Messinian origin. In: Zoosystematic and Evolution. Band 88, 2012, S. 261–283.
20. ↑  Arnold Scibberas, Patrick J. Schembri: Occurrence of the alien Bedriaga's frog (Rana bedriagae) Camerano, 1882 in the Maltese Islands, and implications for conservation Herpetological Bulletin, März 2006; S. 2–5.(Volltext).
21. 1 2 3 4  Pelophylax bedriagae in der Roten Liste gefährdeter Arten der IUCN 2009. Eingestellt von: Papenfuss, T. et al., 2008. Abgerufen am 13. Januar 2020.
22. ↑  Mamdouh S. A. Akef, Hans Schneider: The eastern form of Rana ridibunda (Anura: Ranidae) inhabits the Nile delta. In: Zoologischer Anzeiger. Band 223, 1989, S. 129–138.
23. ↑  Fatemeh Bam-E-Zar, Behzad Fathinia, Arya Shafaei-Pour: Trophology of Levant Green Frog, Pelophylax bedriagae (Amphibia: Anura: Ranidae) in Choram Township, Iran. In: North-western Journal of Zoology. Band 15, 2019, S. 168–174, e191502.
24. ↑  Enas S. Al Satari, Nisreen A. Al Qunaan et al.: A note on the karyotype of the amphibian Pelophylax bedriagae from Jordan. In: Jordan Journal of Biological Sciences. Band 8, 2015, S. 325–326.
25. ↑  Lorenzo Camerano: Recherches sur les variations de la rana esculenta et du bufo viridis dans le bassin de la Méditerranée. Zoologie et Zootechnie 10, 1882; S. 680–692.
26. ↑  Hans Schneider, Ulrich Sinsch: Mating call variation in populations of Rana ridibunda (Anura: Ranidae): Statistical evaluations and taxonomic implications. In: Zeitschrift für zoologische Systematik und Evolutionsforschung. Band 30, 1992, S. 297–315.
27. ↑  Hans Schneider, Ulrich Sinsch, Eviatar Nevo: The Lake Frogs in Israel represent a new species. Zoologischer Anzeiger 228, 1992; S. 97–106.
28. ↑  Hans Schneider, Ulrich Sinsch (1999): Taxonomic reassessment of Middle Eastern water frogs: Bioacoustic variation among populations considered as Rana ridibunda, R. bedriagae or R. levantina. In: Journal of Zoological Systematics and Evolution Research. Band 37, 1999, S. 57–65.
29. 1 2  Frost, Darrel R. 2020. Amphibian Species of the World: an Online Reference. Version 6.0 (02-15-2020). Electronic Database accessible at http://research.amnh.org/herpetology/amphibia/index.html. American Museum of Natural History, New York, USA. doi:10.5531/db.vz.0001
30. ↑  Hüseyin Arikan: On a new form of Rana ridibunda (Anura, Ranidae) from Turkey. In: Istanbul Üniversitesi Fen Fakültesi Biyoloji Dergisi. Band 53, 1988, S. 81–87.